# Leute Bokbier
Leute Bokbier is een Belgisch bier. Het wordt gebrouwen door Brouwerij Van Steenberge te Ertvelde, een deelgemeente van Evergem.

## Achtergrond
Leute Bokbier werd vooreerst gebrouwen in 1927. Het heette toen Leutebock en was een pils (lage gisting), eigenlijk een heel ander bier dan het huidige. Na een aantal jaren werd de productie ervan stopgezet. In 1997, 70 jaar later, werd Leute Bokbier geherlanceerd als een totaal ander bier.
Op het etiket staat een bok op een bierton waarop “anno 1927” staat, verwijzend naar de oorspronkelijke lancering. Voor de bok hangt een hoprank. De bok en de hoprank verwijzen naar de vroegere boerderij die verbonden was aan de brouwerij.

Het bier wordt gedronken uit een speciaal tuimelglas op een houten voet.
De naam “bokbier” verwijst niet naar bokbier, maar letterlijk naar de bok. “Leute” is dialect voor plezier.

Het bier wordt ook kortweg Leutebok genoemd.

## Het bier
Leute Bokbier is een roodbruin bier van hoge gisting met nagisting in de fles en met een alcoholpercentage van 7,5%.